# Movimento Nazionale Tedesco
Il Movimento Nazionale Tedesco (Volksdeutsche Bewegung) fu prima un movimento e poi un partito nazionalsocialista, nato in Lussemburgo nel luglio 1940.

## La storia

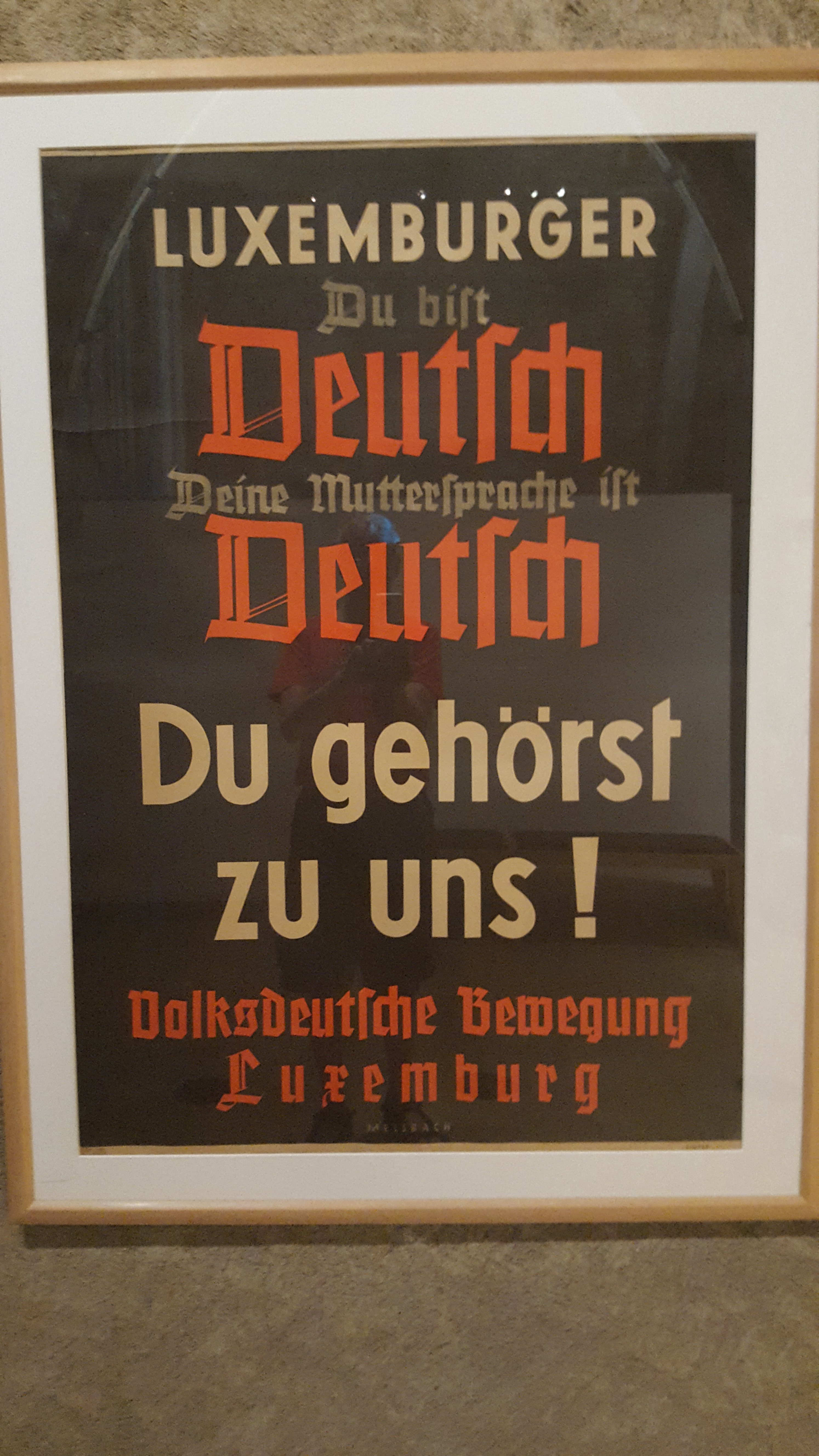
Manifesto del VdB

Il Volksdeutsche Bewegung fu costituito da Damian Kratzenberg, professore universitario di origine tedesca.
Il giornale del partito era denominato Der Umbruch (Il Cambiamento). Lo slogan del movimento era Heim ins Reich (La casa è il Reich). Questo evidenziava il loro principale intento politico, ossia di unificare il Lussemburgo alla Germania, nato dopo l'Anschluss tra Germania ed Austria, cosa che avvenne nell'agosto 1942.
Dopo l'annessione il VDB continuò ad operare diventando l'unico partito in piazza con il nome di Volksdeutsche Bewegung in Lussemburgo. Esso arrivò a contare 84.000 membri sugli allora 290.000 abitanti del Granducato, molti dei quali ebbero la doppia tessera, dato che contestualmente erano iscritti al Partito Nazionalsocialista Tedesco dei Lavoratori (NSDAP).
La ragione del mantenimento del partito derivava dalla volontà tedesca di catalizzare il consenso dei cittadini di origine tedesca in Belgio e Francia.
Il Volksdeutsche Bewegung venne sciolto dopo la guerra e Kratzenberg venne giustiziato nel 1946 insieme ad altri sette condannati a morte.